# اغفر لي خطيئتي (فلم)
اغفر لي خطيئتي فيلم دراما مصري للمخرج السيد زيادة  عن قصة عزيز أرماني صدر عام 1963. الفيلم من بطولة كمال الشناوي وسميرة أحمد وزوزو ماضي وتدور أحداثه حول حسين ابن الأسرة الثرية الذي يقع في حب ليلى العاملة بمصنع للملابس وتضطر للعمل بالدعارة مما يدمر حبها.
كان الفيلم يحمل عنوان «خذني بعاري» وتم تغيير العنوان، حس طلب الرقابة، إلى «اغفر لي خطيئتي».
صدر الفيلم إلى دور العرض المصرية في أول أبريل 1963.
منح موقع قاعدة بيانات الأفلام العربية «السينما. كوم» الفيلم درجة 10/ 5.8.

## طاقم التمثيل
كمال الشناوي: في دور حسين
سميرة أحمد: في دور ليلى
زوزو ماضي: في دور والدة حسين
حسن حامد: في دور منتصر
فايزة فؤاد: في دور سناء (خطيبة حسين)
خيرية أحمد: في دور اعتدال (شقيقة ليلى)
سعيد خليل: في دور سلامة (والد ليلى)
أحمد غانم: في دور مظلوم
رويدا عدنان: في دور أحلام (زوجة مظلوم)
محمد شوقي: في دور شرف (القواد)
وداد حمدي: في دور الخادمة
سمير ولي الدين: في دور الشيخ علي
ناهد سمير: في دور أم خليل (الخاطبة)
آمال يسري: في دور نوسة (صديقة منتصر)
بالاشتراك مع: أحمد أبو عبية - أحمد ثروت - صفا الجميل - شهيرة كمال - قدرية عسكر - هدية (الراقصة)

بوستر فيلم (خذني بعاري) قبل تغيير عنوانه إلى (اغفر لي خطيئتي)

## أحداث الفيلم
يعيش حسين (كمال الشناوي) في بيته الكبير مع والدته الثرية (زوزو ماضي)، وابنة خالته أحلام (رويدا عدنان) وزوجها مظلوم (أحمد غانم)، وابنة خالته وخطيبته سناء (فايزة فؤاد). يعتمد حسين، الموظف الصغير، على ثروة والدته وينفق الكثير على ملذاته. يشارك حسين صديقه الشيخ علي (سمير ولي الدين)، الموظف الفقير، في إيجار شقة يستغلها حسين في قضاء سهراته الحمراء مع صديقه منتصر (حسن حامد). تسافر والدة حسين ومعها بنات خالته للعزبة لقضاء الصيف، وينضم مظلوم لمجموعة الفاسدة، التي كان الشيخ علي يقاومها فهو يسعى للزواج من فتاة غير متحررة، وقد كلف السيدة أم خليل (ناهد سمير) بالبحث له عن عروس. يستغل حسين ومنتصر الموقف للدخول لبيوت الأسر عن طريق الخاطبة لمصادقة الفتيات. يتعرف منتصر على نوسة (آمال يسري)، وتنشأ بينهم علاقة تؤدي إلى الحمل، بينما يذهب حسين لبيت أم خليل للاطلاع على صور الفتيات الراغبات في الزواج، ويلتقي بالشابة الجميلة ليلى (سميرة أحمد) التي تعمل في مصنع للملابس، ولأن والدها سلامة (سعيد خليل) يدمن الخمر، وينفق دخل الأسرة على الشراب، فقد تعرفت ليلى على القواد شرف (محمد شوقي) ومارست البغاء من أجل المال.
يعجب حسين بليلى ويقع في حبها، وتنجح العلاقة في تغيير سلوكيات حسين، ويبتعد عن الخمر ومجموعة الفاسدين، ويقرر أن يتزوج ليلى. يخشى حسين من رفض
والدته لزواجه من فتاة من عائلة متواضعة، ويقرر الزواج من ليلى ويذهب إلى المصنع فيجدها تغادر مع شرف ورجل لا يعرفه. يكتشف حسين الحقيقة ويعود لحياة الليل والخمر. يحاول منتصر التسرية عن صديقه حسين ويقوم باستدعاء ليلى لتسليته وهو لا يدري أنها حبيبته. تحدث المواجهة ويصفع حسين ليلى التي تبكي وتقرر قطع علاقتها بالقواد.
يقترح منتصر على صديقة حسين أن يعامل ليلى وكأنه أحد عملائها ولكنه وعندما يجدها في مخدعه يحتضنها ويغفر لها بينما تعده بالتوبة. تمنع والدة حسين مساعدتها المالية ويفصل من عمله. يمرض سلامة والد ليلى التي تحاول الاقتراض من أحد معارفها (أحمد ثروت) الذي يحاول أن ينال منها فتقفز من الشرفة لتلقى مصرعها.

## الفيلم والرقابة
كان وزير الثقافة المصرية في ذلك الوقت الدكتور ثروت عكاشة وطلب انتداب رقيبا على المصنفات الفنية من مجلس الدولة، وتم إنتداب القانوني والناقد السينمائي مصطفى درويش لهذه المهمة. كتب درويش في كتابه «أربعون سنة سينما» الصادر في القاهرة عام 2003: «وزير الثقافة كان في عجلة من أمره يعمل جاهدا على رد السهام الموجهة اليه وأكثرها سام وكان من بينها الاتهام بالترخيص بعرض فيلم اسمه (خذني بعاري) رغم أنه ما سمى كذلك إلا بقصد التلميح إلى عار إنهيار الجمهورية العربية المتحدة بانفصال إقليمها الشمالى سوريا ومسئولية الرئيس القائد عن العار والشنار. ولأن صراع أهل القمة وترخيص الرقابة بعرض الفيلم كليهما لم يكن لى به علم فقد فجأنى هاتف من الوزير يطلب إلي مشاهدة الفيلم، وسحب الترخيص له بالعرض العام. ولوكان لى حق الاختيار لما سحبت الترخيص، ولما استبدلت بناء على أمر من الوزير اسم آخر باسم» خذني بعاري«. ومن ثم تجنبت الرقابة حملة ضارية قوامها الاتهام بإهدار مصالح المنتجين والتضحية بالسينما المصرية على مذبح المشاعر والميول والأهواء كل ذلك تعرضت له من أجل فيلم ساقط أنتجه صاحب» مخبز ثروت«بشارع عبد الخالق ثروت باشا وأخرجه سيد زيادة الذي لو عاش حتى أيامنا هذه لدخلت أفلامه في عداد ما اصطلح على تسميته بأفلام المقاولات ومن هنا كان الدرس الذي تعلمته من خطأ سحب الترخيص وتغيير الاسم وهو ألا أطيع طاعة عمياء».

## وصلات خارجية
- مقالات تستعمل روابط فنية بلا صلة مع ويكي بيانات
- اغفر لي خطيئتي على الدهليز
- اغفر لي خطيئتي على كاروهات